# Warlus, Somme

Warlus este o comună în departamentul Somme, Franța. În 1 ianuarie 2022 avea o populație de 227 de locuitori.